# Der Bajazzo (Film)
Der Bajazzo ist ein britischer Musikfilm nach der Oper Pagliacci von Ruggiero Leoncavallo aus dem Jahr 1936. Unter der Regie von Karl Grune spielt Richard Tauber die Titelrolle.

## Handlung
Canio bringt als Bajazzo die Leute zum Lachen und zieht mit seiner Commedia-dell’arte-Truppe über die Dörfer. Die Komödianten sind beim einfachen Bauernvolk beliebt, sorgen sie doch mit ihren Späßen für Abwechslung im oft tristen und harten Alltag. So kommt es auch nicht selten vor, dass man die kleine Truppe ins Wirtshaus einlädt. Einer der Spaßmacher, der junge Tonio, empfiehlt sich jedoch rasch mit der Begründung, dass er noch den Esel der Clowns versorgen müsse. Die Dorfleute machen sich einen Spaß daraus, zu mutmaßen, dass der Esel doch wohl eher eine hübsche junge Frau sein würde. Die gemutmaßte Nedda ist aber die Herzdame des Bajazzos Canio, und der neigt zu schweren Eifersuchtsanfällen. Canio tobt und schwört, dass er, anders als auf der Bühne im wahren Leben die Untreue seiner Holden mit dem Tod rächen würde.
Nedda ist angesichts dieser Worte sehr beunruhigt, hat sie doch alles andere als ein reines Gewissen. Denn sie hat zwar Tonios Annäherungen mit Nachdruck und spöttischem Unterton abgewiesen, trotzdem geht sie ihrem Mann fremd. Ihr Liebhaber heißt Silvio, und der versucht sie nunmehr davon zu überzeugen, mit ihm bei Nacht und Nebel von der Truppe fortzugehen und somit ihren Mann zu verlassen. Tonio, der begreift, dass er bei Nedda niemals landen wird, eilt daraufhin sofort zu Canio und erzählt ihm von dem soeben beobachteten, trauten Stelldichein. Schnaubend vor Wut rennt Canio mit einem Dolch zu Nedda, in der Hoffnung, den Liebhaber noch stellen zu können. Doch Silvio ist in letzter Sekunde die Flucht geglückt. Canio bedroht die junge Frau und verlangt von ihr, den Namen des Nebenbuhlers herauszurücken. Der Clown Beppo geht im letzten Moment zwischen die beiden und beruhigt den über alle Maßen aufgebrachten, gehörnten Ehemann.
Dem Bajazzo, der nun zu seinem nächsten Auftritt muss, ist nicht nach Spaßmacherei und Schabernack zumute, weiß aber, was er dem Publikum schuldet. Und so singt er „Lache, Bajazzo“ – auch wenn dir im Moment zum Weinen ist. Nedda findet noch vor Vorstellungsbeginn Gelegenheit, ihren Liebhaber Silvio vor dem Zorn des betrogenen Gatten zu warnen. Die Vorstellung nimmt ihren Lauf, die Protagonisten spielen und singen ihre Partien. Als Nedda ihrer Rolle der Colombina gemäß dem von Beppo verkörperten, fliehenden Harlekin dieselben Abschiedsworte nachruft wie kurz zuvor ihrem Liebhaber Silvio, dreht Canio als Bajazzo durch. Die Eifersucht packt ihn derart, dass er nicht mehr zwischen Spiel und Realität zu unterscheiden weiß und coram publico Nedda erneut nach dem Namen ihres Liebhabers fragt. Die Zuschauer erkennen nicht, dass in diesem Moment aus Spiel bitterer Ernst geworden ist und bejubeln und beklatschen frenetisch diese als darstellerisch besonders intensiv empfundene Szene. Doch Canio, im Wahn eines eifersüchtigen Ehemannes gefangen, sticht der fliehenden Nedda den Dolch in den Rücken. Ihr letzter Gedanke gilt ihrem Geliebten, und Nedda / Colombina stirbt mit dem Namen „Silvio“ auf den Lippen. Wenig später ermordet der Rasende auch ihn.

## Produktionsnotizen
Der Bajazzo war die letzte Filmregie Karl Grunes. Gedreht wurde der Film im Sommer 1936 in den Londoner Elstree Studios. Überwiegend in schwarzweiß gefilmt, wurden auch einige Szenen (die Bühnensequenzen) in Farbe hergestellt. Im Mai 1936 war Bertolt Brecht, in Zusammenarbeit mit Fritz Kortner, an der Überarbeitung des bereits vorhandenen Drehbuchs tätig. Seine Änderungen fanden jedoch in der Endfassung keine Berücksichtigung.
Die Uraufführung von Der Bajazzo erfolgte am 11. Dezember 1936 in London, zu Beginn des darauf folgenden Jahres wurde Der Bajazzo auch in Taubers Heimat Österreich angekündigt. Im nationalsozialistischen Deutschland, wo Tauber wegen seiner jüdischen Herkunft mittlerweile verfemt war, wurde der Streifen erwartungsgemäß nicht zur Vorführung zugelassen.
Der Bajazzo gilt als ein wichtiger Filmbeitrag deutschsprachiger Emigranten im britischen Exil zur Zeit des Dritten Reichs: Neben Grune waren auch Max Schach (Produktion), Hanns Eisler (Filmkomposition), O. F. Werndorff (Bauten), Ernst Stern (Kostüme), Otto Kanturek (Kamera) und Fritz Brunn (Produktionsleitung) beteiligt.
Tauber heiratete noch im selben Jahr (1936) seine Kollegin (in der Rolle der Trina) Diana Napier.

## Kritiken
„Eine romantische Tragödie, mit ausgesprochener Kunstfertigkeit und beeindruckender gesanglicher Brillanz verfilmt. Der aus kommerziellen Erwägungen notwendige Kompromiss zwischen einer attraktiven Handlung und dem Opernauszug ist dank Richard Taubers bewundernswerter Wandlungsfähigkeit glänzend gelungen. Seine Darbietung von „On with the Motley“ und des berühmten Prologs ist großartig, die Überzeugungskraft seiner Darstellung geht einher mit seinen gesanglichen Triumphen.“

„Eine überraschende, britische Unternehmung jener Zeit, die ziemlich gut an den Kinokassen lief; vermutlich aufgrund der Farbpassagen.“

Die Österreichische Film-Zeitung berichtete in ihrer Ausgabe vom 22. Januar 1937: „Das Schicksal des Bajazzo, der erfahren muß, daß für ihn die Rolle des betrogenen Ehemannes, die er so oft auf dem Theater spielt, Wirklichkeit geworden ist, ist von Karl Grune zu einer fesselnden Filmhandlung gestaltet worden, in der Richard Tauber Gelegenheit hat, all die melodiösen und wirkungsvollen Gesangsnummern von Leoncavallos Oper mit vollendeter Kunst zu Gehör zu bringen. Seine Partnerin ist die temperamentvolle und hübsche Steffi Duna, die die Rolle Nedda-Colombines mit viel Grazie und spielerischer Anmut gestaltet und über eine hübsche Stimme verfügt.“